# Cleveland Browns
Cleveland Browns er et professionelt amerikansk fodboldhold der spiller i AFC North-divisionen i NFL. Holdet har hjemme i Cleveland, Ohio, og spiller deres hjemmekampe på Cleveland Browns Stadium. Klubben blev grundlagt i 1946, og blev i 1950 optaget i NFL, da deres tidligere liga AAFC stoppede. Klubben vandt NFL-mesterskabet 4 gange (1950, 1954, 1955, 1964), men har aldrig været i Super Bowl.

## Browns til Baltimore
Efter 1995-sæsonen flyttede hele organisationen til Baltimore, Maryland, og blev til Baltimore Ravens, mens man ventede på at der blev bygget et nyt stadion i Cleveland. Ironisk nok flyttede Browns til Baltimore, en by der selv havde mistet sit NFL-hold Baltimore Colts til Indianapolis i 1983. Cleveland Browns kom derfor først tilbage i NFL i 1999, men med helt nye spillere og trænere. Holdet har siden genåbningen i 1999, været et af de dårligste i NFL og holdet har kun været i slutspillet een gang – i sæsonen 2002.

## Tidligere spillere
Følgende spillere er optaget i Pro Football Hall of Fame (Årstal for optagelse i parentes).
- Otto Graham (1965)
- Jim Brown (1971)
- Lou Groza (1974)
- Paul Warfield (1983)
- Ozzie Newsome (1999)

Andre kendte spillere
- Clay Matthews
- Bernie Kosar